# Grup en Lluita per l’Alliberament de la Lesbiana
El Grup en Lluita per a l'Alliberament de la Lesbiana («Grupo en Lucha para la Liberación de la Lesbiana» o GLAL) fue una organización lésbica barcelonesa fundada en febrero de 1979 por tres activistas, entre ellas Mercè Fornells y Empar Pineda, que provenían de la Coordinadora Feminista, el Front d'Alliberament Gai de Catalunya («Frente de Liberación Gay de Cataluña» o FAGC) y el Institut Lambda. El GLAL sucedió al Grupo de Lucha para la Liberación de la Lesbiana (GLLL) creado en 1978 dentro del FAGC. Fue el primer grupo lésbico de Cataluña y del Estado español no vinculado a ninguna organización gay.
La estructura de la organización era plana, asamblearia y basaba sus reivindicaciones en el derecho a expresar libremente la sexualidad. Realizaba actividades internas, como sesiones de autoconciencia y debates, y externas, como charlas en los barrios, conferencias, entrevistas de radio y prensa. En mayo de 1979 se unió a la Coordinadora Feminista de Barcelona.
El GLAL colaboró con el movimiento gay, por ejemplo, en la manifestación de 4 de febrero de 1980 con motivo del despido de un trabajador a causa de su orientación sexual. El lema de la manifestación era «por el derecho al trabajo, contra las discriminaciones por motivo de orientación sexual».

## 2ª Conferencia Mundial de la IGA
Entre el 4 y el 7 de abril de 1980, organizó la 2ª Conferencia Mundial de la IGA en Santa Cristina d'Aro (al noreste de Barcelona), junto con el Front d'Alliberament Gai de Catalunya (FAGC).

## Boletín informativo del GLAL
Entre 1980 y 1982, el grupo publicó seis números del Boletín informativo del GLAL, que incluía una sección de correspondencia que permitía a las lectoras comunicarse con el equipo editorial a través de un apartado de correos, protegiendo así su anonimato. Esta era una práctica muy común en aquella época, que precedió a la popularización de internet.
En el número inaugural, afirmaron que «sus objetivos como feministas lesbianas son la consecución de»

(...)igualdad de derechos para el hombre y la mujer y el reconocimiento del lesbianismo como una variante de la sexualidad de la mujer.
Boletín informativo del GLAL N° 1

### Ediciones
- Número 1 (septiembre-octubre de 1980): declaración de objetivos del colectivo;[8]
- Número 2 (?)
- Número 3 (febrero de 1981): edición dedicada a la Conferencia Internacional de Lesbianas (Amsterdam, 1980);[8]
- Número 4 (marzo-abril de 1981): edición del segundo aniversario de fundación de GLAL;[8]
- Número 5 (?)
- Número 6 (1982)